# Honda CRF50

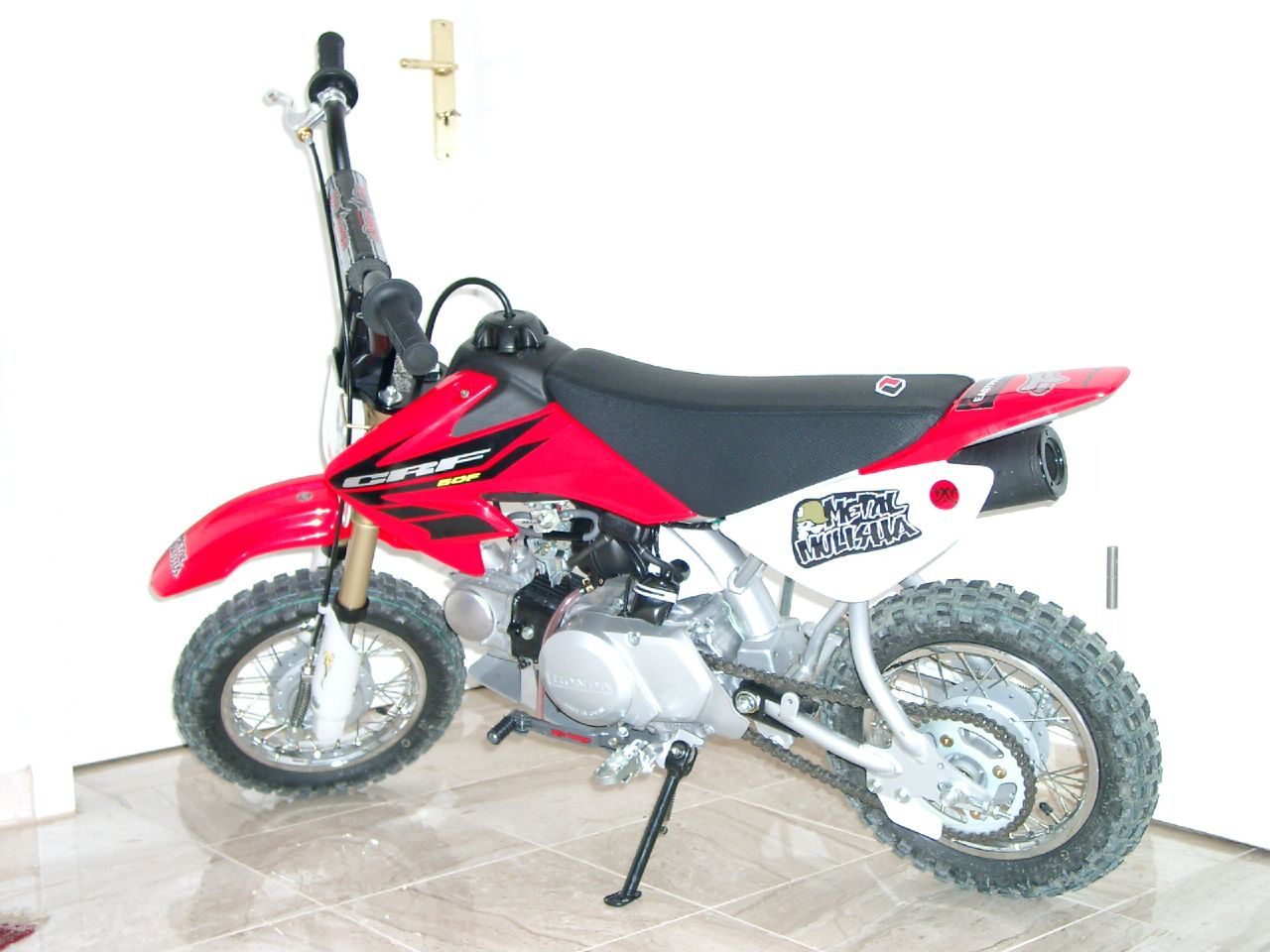
Honda CRF 50.

Crf 50 är en minicross från motorcykeltillverkaren Honda. Den är den nyare modellen av xr50. Den har 50cc och är avsedd för barn, men även vuxna köper, modifierar och använder dessa miniatyrleksaker.